# Die Unendliche Geschichte
Die Unendliche Geschichte (no Brasil, A História Sem Fim / em Portugal, A História Interminável) é um livro de fantasia do escritor alemão Michael Ende, publicado pela primeira vez em 1979.
A primeira tradução disponível no Brasil foi publicada pela Editora Martins Fontes. Em Portugal foi originalmente editado pelo Círculo de Leitores. O livro foi também adaptado para vários filmes, como The Neverending Story, e desenhos animados.

## Sinopse
O personagem central do livro é um jovem garoto chamado Bastian Balthazar Bux, que rouba um livro chamado A História Sem Fim (A História Interminável) de uma pequena livraria alfarrabista. Bastian (cujo nome deve ser ligado à sua origem latina, da qual provém o nosso termo bastião) é de fato o bastião, o guardião de um reino em perigo. Bastian, a princípio, é apenas um leitor do livro, que narra a história da terra de Fantasia, o lugar onde todas as fantasias dos humanos se unem. Com o progresso do livro, porém, torna-se claro que alguns habitantes do lugar sentem a presença de Bastian, já que ele é a chave do sucesso da jornada sobre o que ele está lendo. Na metade do livro, ele entra na própria Fantasia e toma um papel mais ativo nela.
A primeira metade do livro é rica em detalhes de imagens e personagens, como num conto de fadas. Na segunda metade, porém, são introduzidos vários temas psicológicos, enquanto Bastian enfrenta a si mesmo, seu lado negro, e segue em frente à maturidade num mundo formado por seus desejos.
O tema central do livro é o poder de cura da imaginação, representado pelo estado em que Fantasia se encontra até que alguém a "salve", ao reconstrui-la baseado em novas idéias, novos sonhos.

## Desafios de edição
De forma incomum, as primeiras edições usaram tinta vermelha para as partes da história que se passam no "mundo real" (e.g. os acontecimentos na livraria do senhor Koreander; Bastian lendo o livro; diversas narrações do background da história) e tinta verde para as partes da história que se passam em Fantasia e que representam o livro que Bastian lê.
Cada capítulo no livro se inicia com uma letra consecutiva do alfabeto, sendo o primeiro capítulo iniciado pela letra "A" e o último pela letra "Z". A arte ilustrada dessas letras na edição original é de Roswitha Quadflieg.

## Adaptações e trabalhos derivativos

### Audiolivro
Em março de 2012, a Tantor Media lançou um audiolivro integral de A História Sem Fim narrada por Gerard Doyle.

### Filme
A História Sem Fim foi a primeira adaptação do livro. Foi lançado em 1984, com a direção de Wolfgang Petersen e estrelando Barret Oliver como Bastian, Noah Hathaway como Atreyu, Tami Stronach como a Imperatriz Menina, Patricia Hayes como Urgl, Sydney Bromley como Engywook, Gerald McRaney como o pai de Bastian e Moses Gunn como Cairon. O filme, porém, cobria apenas a primeira parte do livro, terminando no ponto em que Bastian entra em Fantasia. Michael Ende sentiu que esta adaptação tinha se desviado drasticamente de seu livro, e pediu que a produção parasse ou que mudassem o nome do filme. Como nada foi feito, Ende os processou e perdeu o caso. Ele conseguiu, porém, ter seu nome removido dos créditos iniciais, apesar de ainda tê-lo nos créditos finais. A trilha sonora foi composta por Klaus Doldinger. Algumas músicas eletrônicas compostas por Giorgio Moroder foram adicionadas à versão americana do filme; bem como a música de abertura, que foi composta por Giorgio Moroder, com letra de Keith Forsey, cantadas por Limahl, líder do Kajagoogoo.
A História Sem Fim II: O Próximo Capítulo, dirigido por George T. Miller e estrelando Jonathan Brandis e Kenny Morrison, foi lançado em 1990. Usava um certo número de elementos da segunda metade do livro, mas era, em essência, uma história nova.
A História Sem Fim III, estrelando Jason James Richter, Melody Kay e Jack Black, foi lançado em 1994 na Alemanha e em 1996 nos EUA. Este filme era inspirado apenas nos personagens do livro de Ende, com uma história totalmente nova. O filme foi ridicularizado pela crítica e foi um fracasso de bilheteria.

### Teatro
Na Alemanha, A História Sem Fim foi adaptada de diversas formas, como peça de teatro, balé e ópera, esta última estreando em 11 de dezembro de 2004 no Linz Landestheater. A trilha sonora tanto para a ópera quanto para o balé foi composta por Siegfried Matthus. O texto de ópera foi escrito por Anton Perry.

### Televisão
A História Sem Fim também inspirou duas séries de televisão.
A primeira, um desenho, de 1995, foi produzida pela Nelvana. A série foi exibida por dois anos e teve um total de vinte episódios. Atividades de direção foram divididas entre Marc Boreal e Mike Fallows. Cada episódio focava em novas aventuras de Bastian dentro do reino de Fantasia, diferentes das aventuras de Bastian no livro, mas contendo elementos delas.
A segunda, uma série live-action chamada Tales from The Neverending Story, foi uma série de apenas uma temporada e que era vagamente baseada no livro de Ende. Foi produzida em Quebec, Montreal, Canadá entre dezembro de 2000 e agosto de 2002 e distribuída pela Muse Entertainment e exibida no canal HBO em 2002. Foi exibida nos EUA como quatro filmes para televisão de duas horas e no Reino Unido como uma série de 13 episódios de uma hora. A série foi lançada em DVD em 2001.

### Jogos eletrônicos
Um jogo de aventura baseado em texto foi lançado pela Ocean Software em 1985, para ZX Spectrum, Amstrad CPC, Commodore 64 e Atari 800.
Um jogo de computador baseado no segundo filme foi lançado em 1990 pela Merimpex Ltd, para ZX Spectrum e Commodore 64.
Em 2001, o estúdio de desenvolvimento de jogos alemão Attraction publicou seu jogo inspirado no universo criado por Ende, chamado AURYN Quest.